# The Lace
The Lace è l'unico album in studio da solista del musicista statunitense Benjamin Orr, pubblicato nel 1986.

## Tracce
1. Too Hot to Stop – 4:18
2. In Circles – 4:32
3. Stay the Night – 4:26
4. Skyline – 4:10
5. When You're Gone – 4:51
6. Spinning – 4:27
7. Hold On – 4:30
8. The Lace – 4:20
9. That's The Way – 4:07
10. This Time Around – 5:10